# ネギゴリラ
ネギゴリラは、日本のお笑いコンビ。プロダクション人力舎所属。スクールJCA25期出身。2025年3月に解散。

## メンバー
酒井 駿（さかい しゅん、1992年1月20日 -（33歳））
ボケ担当。
千葉県柏市出身。身長165 cm、体重55 kg。BWHはそれぞれ74・70・90、靴26 cm、頭58 cm。血液型はO型。
趣味はギター、ドラム、作曲、大喜利、韓国語、音楽鑑賞（the Beatles、くるり、奥田民生）、ONE PIECE、都市伝説。
特技はコサックダンスが永遠にできる、ガンジーの顔を10秒で描ける、コサックダンスをしながらガンジーの顔を10秒で描ける、ボブ・ディランのモノマネ（前期・中期・後期で分けられる）。
実母が日本人、実父が台湾とベトナムのハーフであり三ヶ国の血が入ったクォーター。
かつては同期の田中直幹とスクールJCA在籍中に現在と同名のコンビを組んでいたが解散、そのため相方・細野は厳密に言えば2代目のメンバーとなる。

細野 祐作（ほその ゆうさく、1993年7月20日 -（31歳））
ツッコミ担当。
山形県山形市出身。身長179 cm、体重67 kg。BWHはそれぞれ89・74・98、靴28 cm、頭58 cm。血液型はO型。
趣味はカラオケ、漫画（少年漫画）。
特技はカラオケ採点（ラヴ・イズ・オーヴァー/欧陽菲菲なら毎回98点出せる）、何時間でもダラダラできる、どんなことでもすぐにコツを掴める。
かつては同期の堀悠一とスクールJCA在籍中にコンビ「アネモノモライ」を組んでいた。
事務所の先輩である林田洋平（ザ・マミィ）が以前住んでいた部屋に在住している。

## 芸風
主にコントで、キングオブコント2022ではノーシードで準々決勝進出。漫才も時折演じ、M-1グランプリ2022・2023では3回戦進出。
『ツギクル芸人グランプリ2022』では決勝まで進出。同ブロックの森本サイダー・ハナイチゴ・さんだる・10億円らを抑えてファイナルステージ進出を果たすも、同じくファイナルへ進出したストレッチーズ（優勝）・Gパンパンダに審査員の票が集中したため1票も得られず、最終成績は第3位となった。
ネタ作りは2人で案を出し合いながら行い、最終的に細野がネタをまとめている。

## 賞レース戦績
- 2021年 ネタパレニュースターパレード グランドチャンピオンシップ進出
- 2022年 第3回ツギクル芸人グランプリ 決勝3位
- 2022年 キングオブコント 準々決勝進出
- 2022年 M-1グランプリ 3回戦進出[8]
- 2023年 キングオブコント 準々決勝進出[11]
- 2023年 M-1グランプリ 3回戦進出[8]

## 出演

### テレビ
- ウチのガヤがすみません!（日本テレビ、2017年9月12日）[12]
- 白黒アンジャッシュ（チバテレビ、2018年12月4日・2020年4月7日・2022年9月13日）
- 前略、西東さん（中京テレビ、2019年8月31日）[13]
- ネタパレ（フジテレビ 2021年4月30日・10月29日、2022年3月18日・5月20日）[14][15][16][17]
- キャラダチナイトミュージアム〜MoCA〜（フジテレビ、2021年12月17日）
- わらたまドッカ〜ン（NHK Eテレ、2022年5月19日）
- ツギクル芸人グランプリ2022（フジテレビ、2022年5月21日）[2][5][9]
- オンエア決めろ!ー笑武ー（BSJapanext、2022年6月7日）
- ぴったり にちようチャップリン（テレビ東京、2022年8月7日・14日）
- サンドウィッチマンのどうぶつ園飼育員さんプレゼン合戦 ZOO-1グランプリ（TBSテレビ、2022年8月23日・12月13日）[18]
- アルピーテイル（テレビ朝日、2022年10月13日）
- ジャパニーズスタイル（テレビ朝日、2022年12月10日）
- 冗談来人年またぎスペシャル（BSフジ、2022年12月31日）

### ラジオ
- マイナビ Laughter Night（TBSラジオ 2019年3月30日、2020年11月21日、2021年5月8日・11月13日、2022年4月9日・7月2日、2023年6月16日）
- 大竹まこと ゴールデンラジオ!（文化放送、2019年10月24日・2022年9月29日）[10]
- ネギゴリラのGERA NEXT（お笑いラジオアプリGERA、2022年8月23日 - 9月13日）[7]
- オールナイトニッポン0(ZERO) 〜決戦!お笑い有楽城〜（ニッポン放送、2023年4月8日）

### ライブ
- バカ爆走!（事務所ライブ、新宿Fu-）
- どっきん!（事務所ライブ、新宿バティオス）
- 東京芸人上陸ライブ2019（2019年6月16日、道頓堀ZAZA HOUSE）
- あまからひやし×ネギゴリラ 初ツーマンライブ『ピーナッツバター』（2019年10月19日、新宿バティオス）
- WLUCK アンダー10 LIVE（2020年9月20日、本多劇場）
- 人力舎若手ライブ『夏ネーター 2022』（2022年8月25日、渋谷さくらホール）
- スパイシーガーリック×ネギゴリラ×バローズ スリーマンライブ『VANES』（2023年11月9日、新宿バティオス）[19]

### 単独ライブ
- 第1回単独公演『ジンジャーモンキー』（2019年6月14日・15日、しもきた空間リバティ）[20]
- ネギゴリラのおきにいりネタライブ（2019年6月15日、しもきた空間リバティ）[20]
- ネギゴリラ新ネタライブ『NO COLOR』（2023年2月19日、新宿バティオス）[21]
- ネギゴリラ新ネタライブ『NO COLOR Vol.2』（2023年5月16日、新宿バティオス）[22]